# Республіканська християнська партія
Республіканська Християнська партія (РХП) — правоцентристська політична партія в Україні, створена 1 травня 1997 року на Установчому з'їзді у м. Києві. Офіційно зареєстрована Міністерством юстиції України, реєстраційне посвідчення № 886. Голова партії — Поровський Микола Іванович.

## Історія
Ідейні витоки РХП бере із національно-визвольного та правозахисного руху від діяльності УГС, яка після виборів до Верховної Ради та місцевих рад УРСР 1990 року трансформувалась у політичну партію УРП
РХП була створена внаслідок розколу на VII з'їзді УРП. У результаті цього, ініціативна група у складі М. Горбаля, М. Гориня, Л. Горохівського, Л. Кононко, В. Овсієнка та М. Поровського утворила 21 березня 1996 року Організаційний комітет підготовки установчого з'їзду Республіканської Християнської Партії, покликану продовжити традиції УГГ-УГС.
1 травня 1997 року відбувся Установчий з'їзд РХП, на якому 512 делегатів представляли 5742 прихильників з організацій та оргкомітетів, які діяли в 21 області України, за рішенням якого було утворено партію, прийнято її Статут і Програмні засади, низку інших документів. Головою РХП було обраного народного депутата України Миколу Поровського.
1 травня 1997 року відбувся Установчий з'їзд молодіжної організації РХП — Республіканська Християнська Молодь, а восени того ж року — утворено жіночу організацію партії.
РХП визначила своєю метою розбудову Української самостійної соборної держави з ринковою економікою та зміцнення національної безпеки як неодмінної умови політичного, економічного та духовного поступу й консолідації українського народу, піднесення його добробуту, утвердження демократичного ладу, становлення соціальної справедливості та розвитку громадянського суспільства з тим, щоб Україна посіла гідне місце серед вільних народів світу.

## РХП сьогодні
Партія складається з 23 обласних та Київської міської та з 252-х районних і міських організацій. В складі партії існують кілька громадських організацій:
- жіноча організації РХП «Всеукраїнська громадське об'єднання жінок-республіканок»
- молодіжна організації "Республіканська Християнська молодь"
- Рада підприємців при РХП, РХП підтримує зв'язки з Рухом Третьої Речі Посполитої (Польща), з Українською Головною Визвольною Радою (США), Конґресом Українців Канади.